# Mutesa II Stadium
Das Mutesa II Stadium (auch Wankulukuku Stadium) ist ein Fußballstadion in der ugandischen Hauptstadt Kampala. Es ist nach Sir Edward Mutesa II., der König von Buganda und von 1963 bis 1966 Präsident von Uganda war, benannt. Es ist im Besitz des Königreichs Buganda. Die Spielstätte dient als das Heimstadion des Entebbe FC, des Express FC, des Lweza FC und des Utoda FC. Das Stadion ist mit Naturrasen ausgestattet und bietet etwa 8.000 Plätze.
Die Anlage wurde 2002 renoviert.
Neben Fußball wird es außerdem für Firmen-, Musik- sowie für Schul- und religiöse Veranstaltungen genutzt.